# Akademisches Gymnasium Danzig

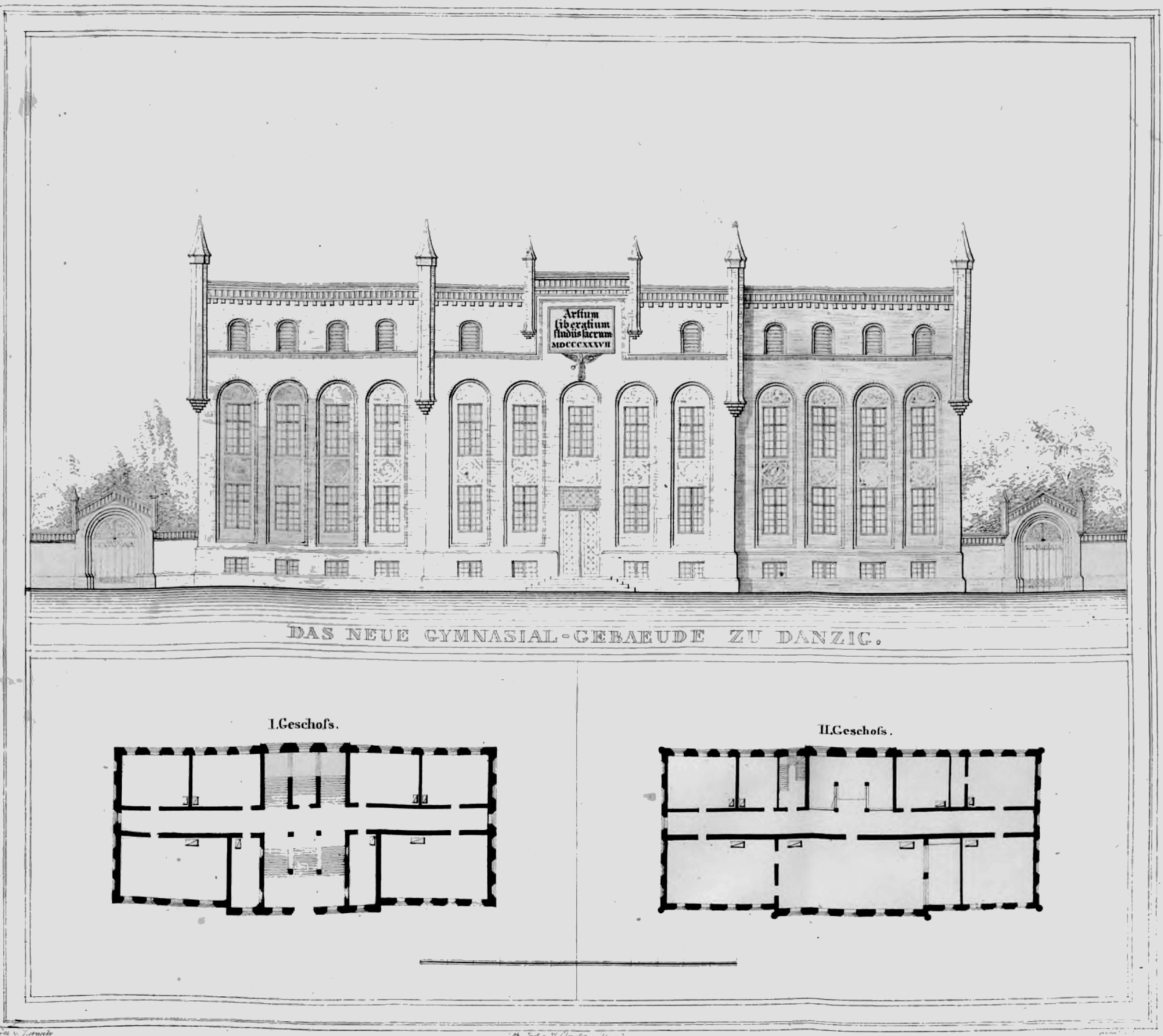
Das neue Gymnasialgebäude zu Danzig (1837)

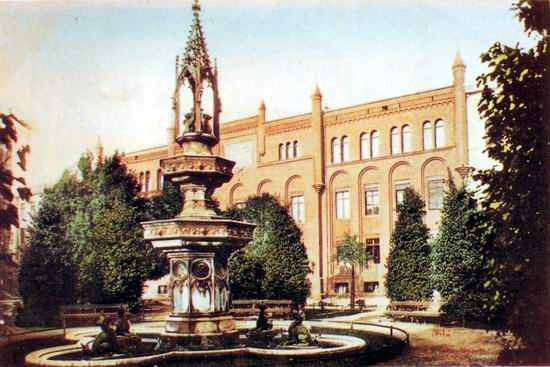
Akademisches Gymnasium Danzig (Gemälde von Leopold von Winter)

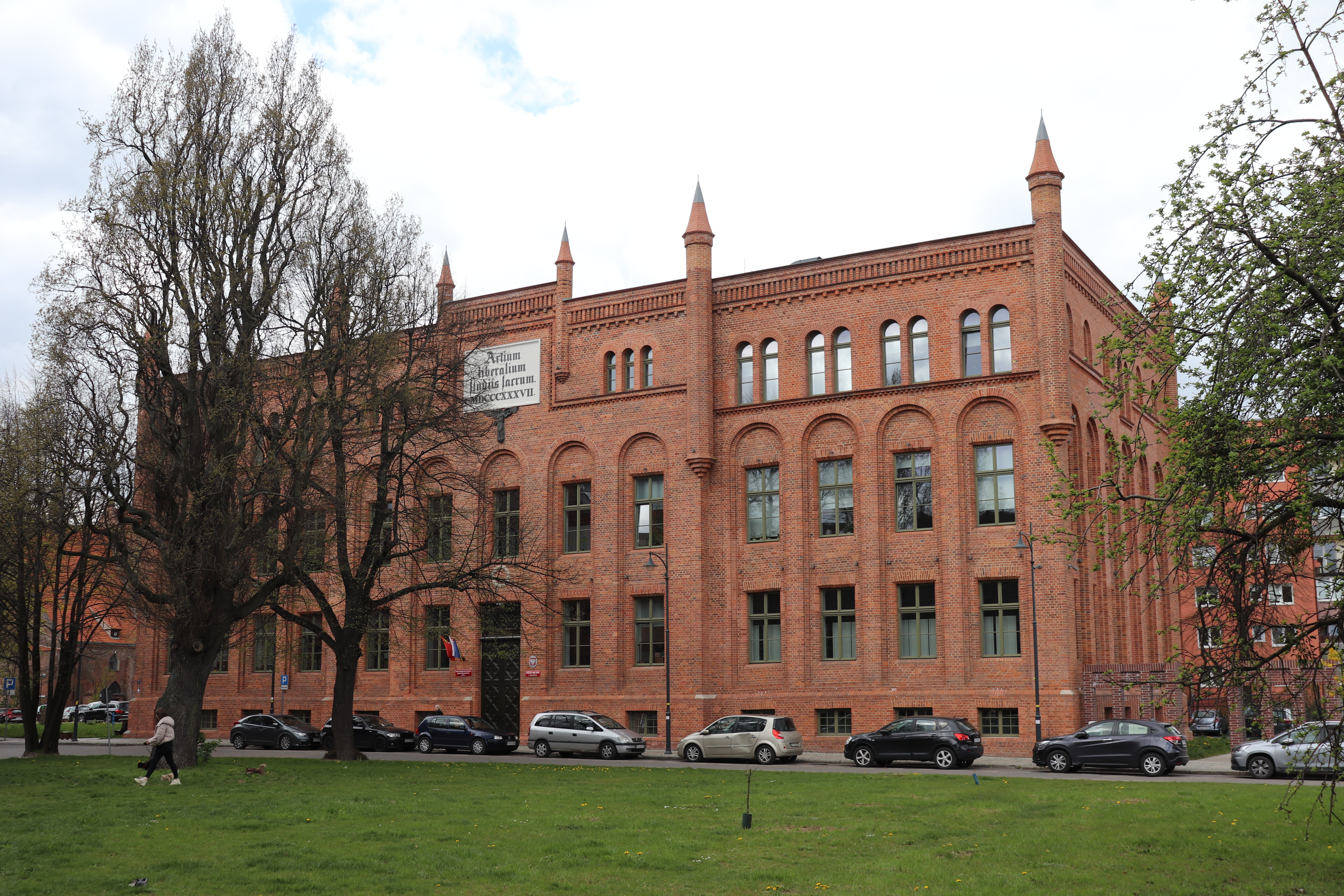
Das Gebäude heute

Das Akademische Gymnasium Danzig war eine höhere Schule der Stadt Danzig, die vom 13. Juni 1558 bis in den März 1945 bestand. Lange Zeit wies es einen hochschulartigen Charakter auf. Ab dem 19. Jahrhundert war der Name Städtisches Gymnasium Danzig, neben dem noch das Königliche Gymnasium in der Stadt bestand.

## Geschichte
Das Akademische Gymnasium wurde unter den Danziger Bürgermeistern Constantin Ferber und Georg Kleefeld im Jahr 1558 errichtet. Am Anfang wurde der Schulbetrieb im Gebäude des aufgelösten Franziskanerklosters als Akademisches Gymnasium mit zunächst einem Rektor und drei Professoren aufgenommen. Ziel war die Ausbildung der evangelischen Geistlichkeit für diese Region. Der erste Rektor war der Humanist Achatius Curaeus, den Johann Hoppe beriet. Ende des 16. Jahrhunderts waren sechs Professoren tätig, darunter Johannes Mathesius der Jüngere. Rektor von 1580 bis 1629 war der Theologe und Pastor der Trinitatiskirche Jacob Fabritius, der die Schülerzahl vorübergehend auf über 100 steigerte. Sein Konrektor ab 1602 war der Philosoph Bartholomäus Keckermann. In dieser Zeit herrschte die reformierte Konfession vor, unter teilweise gewaltsamem Missfallenskundgebungen der lutherischen Stadtbevölkerung.
Die Schule hatte im 17. und 18. Jahrhundert eine bedeutende Stellung für den Ostseeraum, der Astronom Johannes Hevelius und die späteren Dichter Andreas Gryphius und Christian Hoffmann von Hoffmannswaldau studierten hier u. a. bei Peter Crüger. Das Gymnasium zog im Durchschnitt 400 Schüler und Studenten von weither an. Unter den Rektoren Johann Botsack (1631–1643) und Abraham Calov (1643–1650) setzten sich wieder die Lutheraner durch. Eine wesentliche Rolle spielte Aegidius Strauch (1669–1682), der als Rektor die Qualität des Unterrichts und die Disziplin der Schüler verbesserte.
Im 18. Jahrhundert zeigte sich auch der Pietismus am Gymnasium, den der Rektor und Pastor Samuel Schelwig (1643–1715) intensiv, doch vergebens bekämpft hatte. Der Historiker Michael Christoph Hanow leitete die Schule ab 1717, der Historiker Gottfried Lengnich wirkte als aufgeklärter Pionier für die polnische Geschichtsschreibung. Nach 1800 ging der Schulbetrieb fast vollständig ein.
1817 erfolgte unter August Meineke die Umwandlung in ein preußisches humanistisches Gymnasium ohne Bezug zum Trinitatispastorat, 1837 wurde ein vom Kronprinzen Friedrich Wilhelm IV. teilweise gestifteter Neubau bezogen. Zu den Schülern zählten u. a. der Journalist Samuel Kokosky, der Arzt und Übersetzer August Hermann Ewerbeck, der Historiker und Jurist Gottfried Lengnich, der Satiriker Johannes Trojan, der Psychologe und Gegner wissenschaftlicher Lehrerbildung Hugo Münsterberg sowie der Soziologe René König.
Bis zur Eroberung durch die Rote Armee im März 1945 wurde Unterricht gehalten. Das von Karl Friedrich Schinkel 1835–1837 geplante Gebäude am Winterplatz (vorher: Buttermarkt, heute: Targ Maślany) ist noch erhalten.
Dem Provinzial-Schulkollegium unterstanden 1910 folgende Schulen in Danzig:
- Humanistisches Gymnasium: Städtisches Gymnasium und Königliches Gymnasium;
- Realgymnasium: Johannisschule, Danzig-Langfuhr;
- Oberrealschule: St. Petri und Pauli-Schule;
- Progymnasium: Berent, Langfuhr (Conradinum, vorher in Jenkau, seit 1900 in Langfuhr).

## Bauwerk
Ein erster Entwurf von Zernicke wurde von Kronprinz Friedrich Wilhelm abgelehnt, weil der Entwurf zu wenig Rücksicht auf die Umgebung mit für Danzig typischen Giebelhäusern legte. Karl Friedrich Schinkel überarbeitet 1834 den Plan für den bereits begonnenen Bau. Schinkel gliederte die mit Formsteinen ausgeführte Fassade durch ein System übergreifender Blendenstellungen, die die Senkrechte des Baus betonen. Die Bögen bilden sich stufenförmig nach innen entwickelnde Rahmungen. Eine größere Wirkung erzielte Schinkel durch ein vorgetäuschtes drittes Stockwerk. Um 1910 wurde der Bau einen dreiachsigen Anbau erweitert und das Dachgeschoss zu einem vollen Stockwerk ausgebaut. Schinkelzentrum der Technischen Universität Berlin, Haus der Brandenburgisch-Preußischen Geschichte (Hrsg.): Karl Friedrich Schinkel. Führer zu Seinen Bauten. Band 2, Von Aachen über die Mark Brandenburg bis Sankt Petersburg. Deutscher Kunstverlag, 2018, S. 83–84.

## Persönlichkeiten

### Lehrer
- Christopherus Riccius (1590–1643), ab 1619 Professor der Geschichte und Jurisprudenz
- Johannes Mochinger (1603–1652), ab 1630 Professor der Rhetorik
- Heinrich Nicolai (1605–1660), 1631 bis 1651 Professor der Philosoph
- Johann Maukisch (1617–1669), 1651 bis 1669 Professor der Theologie und Rektor
- Daniel Lagus (1618–1678), 1640–1658 Professor für Mathematik, Physik, Logik, Poesie und Griechisch
- Georg Neufeld (1627–1673), Professor der Philosophie, Bibliothekar
- Aegidius Strauch (1669–1682), Rektor
- Johannes Sartorius (1656–1729), Professor der Poesie und Beredsamkeit von 1704 bis 1729
- Johann Christoph Rosteuscher (1657–1708), Professor für Logik (1686–1690) und Griechisch (1690–1695)
- Johann Gottlieb Möller (1670–1698), Professor der Philosophie und Oberbibliothekar (1696–1698)
- Heinrich Kühn (1690–1769), Professor für Mathematiker
- Michael Christoph Hanow (1695–1773), ab 1727 Professor für Philosophie
- Gottlieb Wernsdorf (1717–1774), ab 1743 Professor der orientalischen Sprachen
- Carl Gottlieb Strauß (1743–1790), ab 1774 Professor für Philosophie
- Johann Georg Trendelenburg (1757–1825), Professor für Griechisch und orientalische Sprachen
- Christian Gottfried Ewerbeck (1761–1837), Mathematik-Professor (1789–1817) und Direktor (1814–1817)
- Johann August Lehmann (1802–1883), Philologe, Lehrer/Oberlehrer 1825–1836
- August Julius Edmund Pflugk (1803–1839), Klassischer Philologe, ab 1825 Lehrer, ab 1816 Professor
- Franz Brandstäter (1815–1883), ab 1838 Lehrer für Griechisch, Latein und Französisch
- Friedrich Strehlke (1825–1896)
- Otto Carnuth (1843–1899), Latinist, Direktor des Gymnasiums

### Schüler
- Petrus Mederus (1602–1678), Dichter, Lehrer und Geistlicher
- Johannes Mochinger (1603–1652), Lehrer, Theologe und Geistlicher
- Andreas Gryphius (1616–1664), Dichter und Dramatiker
- Reinhold Pauli (1638–1682), reformierter Theologe, Prediger und Hochschullehrer
- Johann Gottlieb Möller (1670–1698), lutherischer Theologe, Kirchenhistoriker und Hochschullehrer
- Karl Leonhard Gottlieb Ehler (1685–1753), Astronom und Politiker, Bürgermeister der Stadt Danzig
- Gottfried Reyger (1704–1788), Botaniker und Naturforscher
- Paul Heinrich Gerhard Möhring (1710–1792), Arzt und Naturforscher
- Johann Gottfried Reyger (1725–1793), letzter Bürgermeister der Freien Stadtrepublik Danzig
- Johann Uphagen (1731–1802), Reeder, Kaufmann und bibliophiler Sammler
- Peter Bienemann von Bienenstamm (1749–1798), Hoher Advokat, Deutsch-Balte
- Johannes Daniel Falk (1768–1826), Schriftsteller, Kirchenlieddichter und Begründer der Jugendsozialarbeit
- Heinrich Rathke (1793–1860), Anatom, Embryologe und Zoologe
- Johann Georg Mußmann (1795–1833), Philosoph, Theologe und Hochschullehrer
- August Julius Edmund Pflugk (1803–1839), Klassischer Philologe und Gymnasiallehrer
- Robert Reinick (1805–1852), Maler und Dichter
- Baum Hambrook (1818–1897), Richter am Reichsoberhandelsgericht und am Reichsgericht
- Ernst Strehlke (1834–1869), Historiker und Archivar (Deutscher Orden)
- John Muhl (1879–1943), Landeshistoriker von Danzig
- Horst Ehmke (1927–2017), deutscher Politiker
- Walter Stark (1924–2009), deutscher Historiker, Hansegeschichte Greifswald